# Kalang (Sidorejo)
Kalang is een bestuurslaag in het regentschap Magetan van de provincie Oost-Java, Indonesië. Kalang telt 2519 inwoners (volkstelling 2010).